# Goppion Caffè
Goppion Caffè S.p.a. è un'azienda italiana produttrice di caffè con sede e stabilimento a San Trovaso di Preganziol, in provincia di Treviso.

## Storia
La Goppion trae origine da una modesta trattoria di Lughignano, aperta da Luigi Goppion, nato nel 1859. È con lui, orfano, che nasce la famiglia.
Luigi aveva aperto, nel piccolo paese anche le attività di negozio alimentare e di ufficio postale, divenendo il centro del piccolo paese alle porte di Treviso. L'attività proseguì con Pietro, uno dei quattro figli.
Nel 1948 i sei figli maschi di Pietro (Angelo, Giuseppe, Luigi, Giovanni, Olivo e Ottorino Goppion) assorbiranno una piccola attività esistente in città, dal nome 'Torrefazione Trevigiana Caffè' a cui aggiunsero la specifica "Fratelli Goppion". Le attività precedenti di quattro dei sei fratelli, in Etiopia e in Venezuela, avevano già avvicinato i fratelli al caffè.
Nel 1968 venne inaugurato lo stabilimento attuale a San Trovaso di Preganziol, a pochi chilometri dalla città di Treviso. Nel 1983 l'azienda divenne una società per azioni.
Lo stabile, disegnato dall'ingegnere Adalberto Perona è al centro di un grande parco. Il marchio, ancora attuale, fu disegnato in quegli stessi anni dall'architetto Umberto Facchini, affiancando la proiezione dell'azienda nella sua nuova fase industriale e moderna.
L'attuale presidente è Sergio Goppion, figlio di Angelo, e vi lavorano, conducendola, Mario, figlio di Giovanni, Paola, figlia di Ottorino, e Silvia, figlia dello stesso Sergio.